# Nicky Ryan
Nicholas Dominick Ryan (Dublín; 1949), más conocido como Nicky Ryan, es un productor musical irlandés, manager de la artista Enya. Anteriormente llevó la carrera del grupo Clannad, en el que Enya actuó por primera vez. En 1982, cuando Nicky Ryan dejó Clannad, Enya le siguió. En el documental de vídeo titulado Enya - A Life in Music, Enya afirma que fue Nicky el primero en tener la idea de emplear la voz de Enya «en múltiples capas», creando así el estilo característico de la cantante. Ahora tienen su propio estudio de grabación, Aigle Music, en Dún Laoghaire. Nicky vive con su mujer Roma Ryan, que es la letrista de Enya. Residen en Killiney y tienen dos hijas, Ebony y Persia. Enya vivió con ellos durante un breve lapso al dejar Clannad, en la parte norte del suburbio de Artane.  
En su ensayo para la edición del coleccionista de The Very Best of Enya, Nicky menciona haber intervenido en un concurso durante su juventud en el que el premio era una visita para conocer a The Beatles (uno de sus grupos favoritos). Ganó, con una versión de «In the Mood», de Glenn Miller, pero nunca reclamó su premio, porque no podía pagarse el viaje a Inglaterra para verlos.
Poco después de dejar la escuela, Nicky trabajó de profesor en la St. Mary's School for Deaf Girls (‘escuela de Santa María para niñas sordas’), cerca de Dublín. Empezó a experimentar con la ingeniería de sonido, intentando crear un modo por el que las niñas sordas pudieran «oír» la música. En una entrevista para New Hi-Fi Sound a mediados de los 90 declaró: «diseñé un altavoz mientras estaba allí, para intentar meter tantos bajos como fuera posible en el suelo vibrante de la sala de baile de las chicas. Para bailar, las niñas necesitaban sentir la mayor cantidad de bajos posibles en el suelo y en sus pechos, particularmente en sus pechos, porque tan pronto como sentían eso, sabían lo que era el ritmo. Lo que ingenié fue el diseño de un altavoz basado en el extremo inferior de un órgano de tubos. Era un altavoz de bajos que consistía en una caja cuadrada de 14", de unos seis pies de alto, y a unas seis pulgadas del suelo, con un altavoz de 12" apuntando hacia arriba, y un puerto de 3" debajo de él. Y funcionó muy bien. El suelo vibró, y las niñas bailaron, y estuvieron felices de hacerlo».
En los setenta y ochenta Nicky fue muy apreciado como ingeniero de sonido en directo, y trabajó con artistas como Gary Moore, Planxty y Christy Moore. Fue presentado a Clannad por su manager de entonces Fachtna O'Kelly. Se unió a ellos como ingeniero de sonido en 1975. O'Kelly dejó a Clannad en 1976 para llevar a los Boomtown Rats, y Nicky Ryan se convirtió en el nuevo manager de Clannad. Invitó a Eithne a unirse al grupo de su familia en 1979, poco después de que ella terminara el colegio. Nicky y Eithne dejaron Clannad en 1982, poco después de terminar su álbum Fuaim.

## Premios y distinciones
Premios Óscar
| Año  | Categoría              | Canción     | Película                                         | Resultado |
| ---- | ---------------------- | ----------- | ------------------------------------------------ | --------- |
| 2002 | Mejor canción original | «May It Be» | El Señor de los Anillos: la Comunidad del Anillo | Nominado  |